# تلاش: پاسخ دروغ پنهان
تلاش: پاسخ در درون است (به انگلیسی: Talaash: The Answer Lies Within) فیلمی است محصول سال ۲۰۱۲ به کارگردانی ریما کاگتی است. در این فیلم بازیگرانی همچون عامر خان، رانی موکرجی، کارینا کاپور، نوازالدین صدیقی، شرناز پاتل، راجکومار رائو، شبا چادها، ویوان بهاتنا، گلفان خان ایفای نقش کرده‌اند.

## داستان
آرمان کاپور(ویوان بهاتنا) یک هنرپیشه سرشناس است او در یک جاده متروکه به دلیل ترس از برخورد با چیزی تعادل ماشینش را از دست می‌دهد و ماشین به دریا می افتد و می‌میرد. بازرس سوریان سینگ (عامر خان) مأمور تحقیق دربارهٔ حادثه می‌شود. سوریان پسرش کارن را به تازگی از دست داده است برای همین اوضاع روحی مناسبی ندارد و تلاش‌های همسرش روشنی (رانی موکرجی) برای بهبود حال او هم تأثیر ندارد؛ زیرا سوریان خود را مقصر این اتفاق می‌داند و فکر می‌کند در آن لحظه نباید می خوابیده و باید همراه کاران می‌رفته‌است.
بازرس می فهمد که آرمان کاپور در شب حادثه ۲ میلیون یورو دریافت کرده‌است تا آن را به فردی به نام ششی بدهد. او می فهمد ششی به همراه تیمور (نوازالدین صدیقی) از آرمان کاپور به خاطر رابطه پنهانی اش در سه سال قبل باج خواهی می‌کردند.
از طرفی همسایه سوریان و روشنی زنی است که با ارواح ارتباط دارد و ادعا می‌کند با روح کاران در ارتباط است. روشنی حرفهای او را باور می‌کند؛ اما سوریان از اومی خواهد تا مزاحم زندگی آن‌ها نشود. سوریان از طریق یک فاحشه به نام رزی (کارینا کاپور) اطلاعات خوبی دربارهٔ پرونده آرمان کاپور به دست می‌آورد و رزی به او قول می‌دهد تا برایش خبرچینی کند. پلیس با کمک اطلاعات دریافتی جسد ششی را همراه با پول‌ها و یک dvd پیدا می‌کند، این فیلم حاوی ارتباط پنهانی و شرم‌آور آرمان و دوستانش با یک دختر است. سوریان پس از مطمئن شدن از ارتباط روسپی‌ها با آرمان کاپور تحقیقاتش را در محله فقیرنشین شهر متمرکز می‌کند. رزی همراه با سوریان به یک محل آرام و دور افتاده در کنار رودخانه می‌رود و به او می‌گوید که سه سال پیش، او با آرمان و دوستانش، سانجی و نیکیل رابطه داشته‌است. با این حال، او چیزی بیشتر نمی‌گوید. سوریان تلاش می‌کند برای نزدیک شدن به نیکیل به اطلاعات بیشتری دست پیدا کند؛ اما متوجه می‌شود که نیکیل سه سال پیش پس از یک حادثه دچار مرگ مغزی شده‌است.
در همین حین سوریان با همسرش روشنی به دلیل اعتمادش به زن همسایه که با ارواح ارتباط دارد و با فرزندشان ارتباط برقرار می‌کند دچار مشاجره می‌شود. او به ارتباط با ارواح اعتقاد ندارد، برای همین روشنی و زن همسایه را مورد سرزنش قرار می‌دهد. همچنین زن همسایه به او هشدار می‌دهد، اگر این غم و ناراحتی در وجود تو بماند نابود خواهی شد. سپس سوریان طبق روال شب‌های اخیر به دیدار رزی می‌رود. او طبق روال اطلاعاتی به سوریان می‌دهد و سوریان به او می‌گوید: چرا خودت را درگیر این بازی کردی و چرا خودت را کنار نمی‌کشی؟ رزی در جواب می‌گوید: هنوز چند کار نیمه تمام دارم؛ بعد از انجام آن‌ها می‌روم. او همچنین به سوریان می‌گوید که با آرمان کاپور رابطه‌ای نداشته‌است؛ اما یکی از دوستانش به نام ملیکا با یکی از همراهان آرمان کاپور رابطه داشته‌است و از سوریان می‌خواهد تا ملیکا را نجات دهد. سوریان موفق می‌شود؛ ملیکا را پیدا کند و نجات دهد و وقتی ملیکا از سوریان تشکر می‌کند به او می‌گوید که باید مدیون رزی باشد؛ اما ملیکا می‌گوید که رزی را نمی‌شناسد و تنها دوستی که با آرمان کاپور ارتباط داشته‌است سیمران نام داشته که سه سال پیش مفقود شده‌است. از طرفی تیمور از سانجی باج خواهی می‌کند اما پس از گرفتن پول فرار می‌کند و توسط دو مزدور اجیر شده توسط سانجی تعقیب می‌شود و در نهایت آن‌ها به او تیراندازی می‌کنند، تیمور در لحظه مرگ به‌طور ناگهانی رزی را می‌بیند که به او می‌گوید این سزای بلاهایی است که بر سر من آوردی و سپس از ترس از بلندی پرت می‌شود و کشته می‌شود.پلیس یکی از آن‌ها را دستگیر می‌کند و پی به حقیقت ماجرا می‌برد.سوریان سانجی را دستگیر می‌کند و او اعتراف می‌کند سه سال پیش در جشن تولد نیکیل با یک دختر روسپی رابطه داشته‌اند. در حین رانندگی نیکیل شروع به آزار دختر می‌کند و در ماشین به صورت اتفاقی باز می‌شود، هر دو نیکیل و دختر از ماشین در حال حرکت به جاده پرتاب می‌شوند. هر دوی آن‌ها به شدت مجروح شده بودند.آرمان و سانجی، نیکیل را به بیمارستان بردند اما از ترس رسوایی آن دختر را در جاده رها کردند. سانجی ششی را فرستاد تا از آن دختر مراقبت کند. با این حال، ششی به آن‌ها گفت که دختر فوت کرده‌است . از آن زمان، ششی شروع به اخاذی پول از آن‌ها کرد.
سوریان با بازبینی فیلم‌ها متوجه می‌شود دختر مورد نظر همان رزی است و به سانجی می‌گوید این دختر زنده است و او را می‌شناسد و به او می‌گوید اگر از ابتدا پلیس را در جریان گذاشته بود با این مشکلات رو به رو نمی‌شد.سوریان در حال انتقال سانجی به مقر پلیس به همان محل تصادف آرمان کاپور نزدیک می‌شود.سوریان برای یک لحظه رزی را در صندلی عقب ماشین می‌بیند و چند لحظه بعد سانجی و سوریان هر دو رزی را در جاده جلوی خود می‌بینند در تلاش برای برخورد نکردن به رزی ماشین به درون دریا می افتد.سانجی جان خود را از دست می‌دهد و سوریان در ماشین گیر افتاده است او رزی را در آب می‌بیند و به کمک او نجات می یابد.او تازه می فهمد رزی همان سیمران است و یک روح سرگردان است که می‌خواهد از عاملان حادثه انتقام می‌گیرد.وقتی سوریان ماجرا را برای مافوقش تعریف می‌کند او از سوریان می‌خواهد تا این حرفها را نزند و می‌گوید این موضوع برای سابقه کاری تو بد تمام می‌شود و سوریان می فهمد که در آن شب‌هایی که با رزی حرف می زده است فقط او قادر به دیدن رزی بوده و همکارانش فکر می‌کردند او با خودش حرف می زند.پس سوریان موافقت می‌کند تا در گزارش خود دلیل مرگ آرمان کاپور را تصادف و دلیل مرگ سانجی را تلاش برای فرا از پلیس گزارش کند.
او به همان محل دور افتاده‌ای که رزی او را به آنجا برده بود، می‌رود چون رزی گفته بود همیشه می‌توانی من را اینجا پیدا کنی.سوریان با کندن زمین جسد رزی را پیدا می‌کند و جمله‌ای را به یاد می‌آورد که گفته بود مرده‌ها به کسانی که روحشان دچار مشکل است و افسرده هستند نزدیک می‌شوند، او سپس در مراسمی بقایای جسد سیمران یا همان رزی را آتش می زند.
او که به وجود ارواح وارتباط آن‌ها با زنده‌ها اعتقاد پیدا کرده‌است به خانه می‌رود و نامه‌هایی که پسرش از طریق زن همسایه برای او نوشته است می خواند که گفته‌است تو تقصیری در این حادثه نداشتی و همین باعث می‌شود تا آرامش پیدا کند.
در پایان سوریان و روشنی در کنار رودخانه یاد پسرشان را گرامی می‌دارند و غم گذشته را فراموش می‌کنند.

## بازیگران
- عامر خان در نقش بازرس سوریان سینگ.
- کارینا کاپور در نقش رزی/سیمران
- رانی موکرجی در نقش روشنی شکهاوارات
- سوهاس آهوجا در نقش سانجی کریوال
- نوازالدین صدیقی در نقش تیمور
- شرناز پاتل در نقش فرنی (زن همسایه)
- راجکومار رائو در نقش دوراث کولکارانی
- شبا چادها در نقش نیرمالا
- ویوان بهاتنا در نقش آرمان کاپور
- پریوا پراناتی در نقش سونیا کاپور
- آدیتی واسودو در نقش ملیکا
- سوبرات دوتا در نقش ششی
- گلفان خان در نقش مادام ایکس
- ممنون احمد در نقش پلیس